# Deutsche Fußballmeisterschaft der A-Junioren 1994/95
Die deutsche Fußballmeisterschaft der A-Junioren 1995 war die 27. Auflage dieses Wettbewerbes. Borussia Dortmund verteidigte durch einen 2:0-Sieg im Finale gegen Bayer 04 Leverkusen seinen Titel aus dem Vorjahr erfolgreich.

## Teilnehmende Mannschaften
An der A-Jugendmeisterschaft nahmen die acht Qualifikanten der fünf Regionalverbände teil.
| Regionalverband Nord    | Regionalverband West                                                  | Regionalverband Südwest         | Regionalverband Süd                                      | Regionalverband Nordost                                           |
| - Bremen: Werder Bremen | - Westfalen: Borussia Dortmund - Mittelrhein: TSV Bayer 04 Leverkusen | - Südwest: 1. FC Kaiserslautern | - Württemberg: VfB Stuttgart - Bayern: FC Bayern München | - Mecklenburg-Vorpommern: FC Hansa Rostock - Sachsen: VfB Leipzig |

## Viertelfinale
Hinspiele: So 11.06. Rückspiele: So 18.06.
|                         | Gesamt |                      | Hinspiel | Rückspiel |
| ----------------------- | ------ | -------------------- | -------- | --------- |
| FC Bayern München       | 1:3    | Borussia Dortmund    | 1:1      | 0:2       |
| SV Werder Bremen        | 1:2    | 1. FC Kaiserslautern | 1:1      | 0:1       |
| FC Hansa Rostock        | 5:7    | VfB Stuttgart        | 1:3      | 4:4       |
| TSV Bayer 04 Leverkusen | 5:1    | VfB Leipzig          | 1:0      | 4:1       |

## Halbfinale
Hinspiele: Mi 21.06. Rückspiele: So 25.06.
|                   | Gesamt |                         | Hinspiel | Rückspiel |
| ----------------- | ------ | ----------------------- | -------- | --------- |
| Borussia Dortmund | 11:00  | 1. FC Kaiserslautern    | 2:0      | 9:0       |
| VfB Stuttgart     | 1:4    | TSV Bayer 04 Leverkusen | 0:0      | 1:4       |

## Finale
| Borussia Dortmund                                                      | Borussia Dortmund | TSV Bayer 04 Leverkusen | TSV Bayer 04 Leverkusen |
| ---------------------------------------------------------------------- | --- | --- | ----------------------- |
| Borussia Dortmund                                                      | \| Sonntag, 2. Juli 1995 um 11:00 Uhr in Lüdenscheid (Stadion Nattenberg) \| \| Ergebnis: 2:0 (1:0) \| \| Zuschauer: 5.500 \| \| Schiedsrichter: Hans-Joachim Osmers (Bremen) \| | \| Sonntag, 2. Juli 1995 um 11:00 Uhr in Lüdenscheid (Stadion Nattenberg) \| \| Ergebnis: 2:0 (1:0) \| \| Zuschauer: 5.500 \| \| Schiedsrichter: Hans-Joachim Osmers (Bremen) \|                                                                                              | TSV Bayer 04 Leverkusen |
| Borussia Dortmund                                                      | Michael Melka – Björn Mehnert – Deniz Sahin, Christian Brücker – Gerrit Hundshagen, Wladimir But (74. Devrim Kalayci), Björn Möller (80. Thorsten Horz), Dennis Vogt, Jörg Sauerland – Arek Grad (60. Cetin Güner), Marian Pagels (74. Ahmet Karayildiz) Cheftrainer: Michael Skibbe | Dino Breuer – Klaudius Gawol – Patrick Konopka, Daniel Schumann (81. Nguyen von Chung) – Kuprat, Holger Krauß , Thorsten Nehrbauer, Michael Langner (61. Andreas Voss) – Patrick Schiller, Thorsten Wittek, Daniel Kallus (57. Jörg Diesteldorf) Cheftrainer: Michael Reschke | TSV Bayer 04 Leverkusen |
| Borussia Dortmund                                                      | 1:0 Wladimir But (27.) 2:0 Björn Möller (62.) | | TSV Bayer 04 Leverkusen |
| Borussia Dortmund                                                      | Krauß, Gawol | | TSV Bayer 04 Leverkusen |
| Sonntag, 2. Juli 1995 um 11:00 Uhr in Lüdenscheid (Stadion Nattenberg) | | |                         |
| Ergebnis: 2:0 (1:0)                                                    | | |                         |
| Zuschauer: 5.500                                                       | | |                         |
| Schiedsrichter: Hans-Joachim Osmers (Bremen)                           | | |                         |